# Leptopholcus sakalavensis
Leptopholcus sakalavensis is een spinnensoort uit de familie trilspinnen (Pholcidae). De soort komt voor in Madagaskar.